# Observatoire astronomique d'Arecibo
National Astronomy and Ionosphere Center
Ne doit pas être confondu avec Radiotélescope d'Arecibo.
L'observatoire d'Arecibo, également connu sous le nom de National Astronomy and Ionosphere Center (NAIC), est un observatoire situé à Arecibo, à Porto Rico, appartenant à la National Science Foundation (NSF) des États-Unis.
Le principal instrument de l'observatoire était le télescope Arecibo, un réflecteur sphérique de 305 m (1 000 ft) intégré dans une doline naturelle, avec une plateforme supportée par des câbles comportant un récepteur orientable et plusieurs radars émetteurs de signaux s'élevant à 150 m au-dessus de l'antenne sphérique. Achevé en 1963, c'était le plus grand télescope à ouverture unique du monde depuis 53 ans, dépassé en juillet 2016 par le télescope sphérique à ouverture de cinq cents mètres (FAST) en Chine. À la suite de deux ruptures de câble supportant la plate-forme du récepteur au cours des mois précédents, la NSF a déclaré le 19 novembre 2020 qu'elle décommissionnait le télescope pour des raisons de sécurité, mais avant que la démolition contrôlée puisse être effectuée, le télescope principal a souffert d'un effondrement, le 1er décembre 2020.
L'observatoire comprend également un radiotélescope de 12 m, une installation LIDAR et un centre des visiteurs, qui devraient tous rester opérationnels après l'évaluation des dommages causés par l'effondrement du télescope principal,.

## Installations

### Le télescope d'Arecibo
La principale caractéristique de l'observatoire était son grand radiotélescope, dont l'antenne parabolique principale était un dôme sphérique inversé de 305 m de diamètre avec un rayon de courbure de 265 m, construit dans une doline karstique. La surface de l'antenne était composée de 38 778 panneaux d'aluminium perforés, chacun d'environ un mètre sur deux, soutenus par un treillis de câbles en acier.  
Le sol sous l'instrument est couvert d'une végétation tolérante à l'ombre.
Le télescope a été utilisé comme toile de fond d'une séquence dans GoldenEye, et est apparu dans d'autres films hollywoodiens.

### Télescopes supplémentaires
En plus du télescope principal, l'observatoire d'Arecibo dispose également d'autres installations, notamment un radiotélescope de 12 m destiné à l'interférométrie à très longue base (VLBI) avec le télescope principal et une installation LIDAR dont les recherches se poursuivent depuis l'effondrement du télescope principal.

## Directeurs
- 1960–1965 : William E. Gordon (en)
- 1965–1966 : John W. Findlay
- 1966–1968 : Frank Drake
- 1968–1971 : Gordon Pettengill
- 1971–1973 : Tor Hagfors (en)[10]
- 1973–1982 : Harold D. Craft Jr.[11]
- 1982–1987 : Donald B. Campbell
- 1987–1988 : Riccardo Giovanelli
- 1988–1992 : Michael M. Davis
- 1992–2003 : Daniel R. Altschuler
- 2003–2006 : Sixto A. González
- 2006–2007 : Timothy H. Hankins
- 2007–2008 : Robert B. Kerr[12]
- 2008–2011 : Michael C. Nolan
- 2011–2015 : Robert B. Kerr[12]
- 2016–présent : Francisco Córdova

## Voir également
- Air Force Research Laboratory (US)
- Grand réseau d'antennes millimétrique/submillimétrique de l'Atacama (Chili)
- Radiotélescope sphérique de cinq cents mètres d'ouverture
- RATAN-600 (Observatoire spécial d'astrophysique, Russie)
- RUM Planetarium (en)
- Liste de radiotélescopes